# Ginseng
Panax ginseng
Pour les articles homonymes, voir Ginseng (homonymie).
Espèce
Classification phylogénétique
Statut CITES

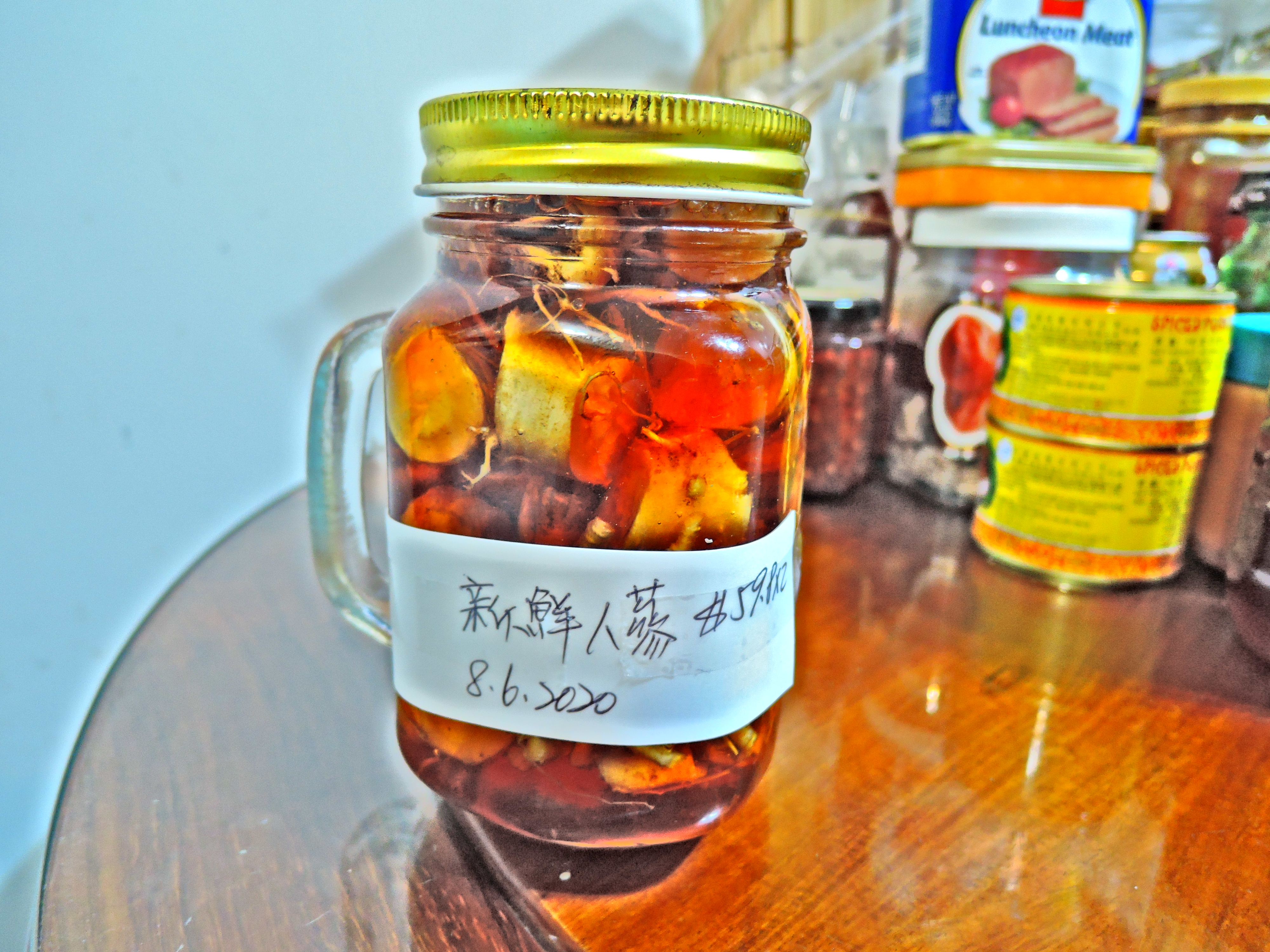
Ginseng au miel.

Le ginseng  (Panax ginseng) est une espèce de plantes à fleurs de la famille des Araliaceae et du genre Panax. C'est une plante vivace originaire d'Asie.
Environ dix espèces de ginseng sont cultivées à travers le monde, les espèces les plus connues sont Panax ginseng C.A. Meyer, originaire d'Asie du Nord-Est, et Panax quinquefolius (ginseng américain). La racine du ginseng est réputée pour ses propriétés pharmaceutiques, mais est aussi utilisée comme aliment classique (légume). Le nom générique Panax vient du grec πάναξ / pánax, « Panax », qui a donné πανάκεια / panákeia, « remède à tous les maux, panacée », et désignait plusieurs plantes médicinales. Le mot dérive de πᾶν / pãn, neutre de πᾶς / pãs, « tout », et ἄκος / ákos, « remède ». Le ginseng est une base essentielle de la pharmacopée asiatique.

## Origines et appellations
Le ginseng le plus réputé est essentiellement cultivé en Corée. Les Coréens l'appellent « insam » (인삼 ou 人参), la racine en forme d'homme ou « goryo insam » (고려인삼 ou 高麗人参).
En effet, une racine âgée peut prendre une allure anthropomorphe (un tronc avec deux bras et deux jambes). Le mot « ginseng » vient du chinois mandarin « rénshēn », « rén » désignant « l'homme », et « shēn » signifiant « racine » (simplifié : 人参; traditionnel : 人蔘).
« Rénshēn » est devenu ginseng comme une prononciation anglaise de la manière japonaise de lire ces caractères chinois.
Cependant, aujourd'hui, le mot japonais correspondant à ces caractères, « ninjin » (人参), signifie « carotte », et en japonais le ginseng s'appelle « chosen ninjin » (朝鮮人参), à partir de Choson (朝鮮) (Période Joseon), nom de la dernière dynastie régnante de Corée.
Le ginseng doit être cultivé pendant au moins 6 ans pour que le rhizome arrive à maturité et acquière toutes ses qualités. Selon l'âge de la plante, la racine se vendra à des prix plus ou moins élevés. Il s'agit cependant dans tous les cas d'un produit coûteux, car sa culture nécessite beaucoup de soin. Le commerce du ginseng est fortement encadré par l'État sud-coréen, afin d'assurer la qualité du label Ginseng coréen. Sa qualité est alors reconnue par un sceau d’État Coréen : « Korean Office of Monopoly ». Il arrive régulièrement qu'en Corée un promeneur chanceux découvre un ginseng sauvage. Le rhizome sera alors vendu aux enchères, à des prix inimaginables.[réf. nécessaire]

## Cultiver du ginseng
La culture du ginseng est possible en France métropolitaine et dans les érablières du Québec. Il y est connu depuis 1711, grâce au Père Jartoux, missionnaire jésuite en Chine. Plante de sous-bois (non d'appartement), le ginseng a besoin d'ombre naturelle (arbre, arbuste…) ou artificielle (filet ombrière, mur). Il aime les sols légèrement acides (pH de 6,3 à 6,8), légers (sableux ou humifères) dans lesquels sa racine se développe plus facilement. Mais pour le cultiver, il est préférable d'utiliser un bac rempli de bon terreau. À l'automne, il perd feuilles et tige et entre en repos végétatif : à ce stade, il ne craint pas les gelées (jusqu'à −12 voire −15 °C). Il reprendra sa végétation à partir de son bourgeon terminal avec le réchauffement du printemps.
Sa raréfaction à l'état naturel a conduit Coréens et Chinois à mettre au point une technique de culture appropriée aux exigences de la plante. Elle réclame quatre à sept ans d'attention pour atteindre une teneur optimale en composés à usage pharmaceutique.

## Caractéristiques
Le pédoncule du Panax ginseng est plus long que le pétiole ; ce n'est pas le cas chez le ginseng américain (Panax quinquefolius).
On y trouve plusieurs composés. Il comporte des ginsénosides, des triterpénoïdes (Terpénoïdes à 6 unités isoprène), dont le protopanaxadiol, sapogénine triterpénique à squelette damarane. Il pourrait augmenter la synthèse de NO par la paroi des vaisseaux, contribuant à un relâchement des fibres musculaires.
Le ginseng ne diminue pas la pression artérielle et n'est pas efficace dans le diabète ou seulement de manière marginale.
Ses principaux constituants biochimiques sont les ginsénosides, dont les multiples effets bénéfiques ont été mis en évidence expérimentalement, notamment leurs effets anti-inflammatoires et antioxydants,,.
Le ginseng est utilisé en cas de fatigue générale, physique ou intellectuelle. Il est aussi utilisé comme stimulant dans des boissons énergisantes,. Depuis des millénaires, les médecines traditionnelles chinoises, japonaises et coréennes l'utilisent pour ses effets toniques et aphrodisiaques. En 2016, la Corée du Nord a affirmé avoir créé un alcool « anti-gueule de bois » à base de ginseng, l'alcool de Kaesong.

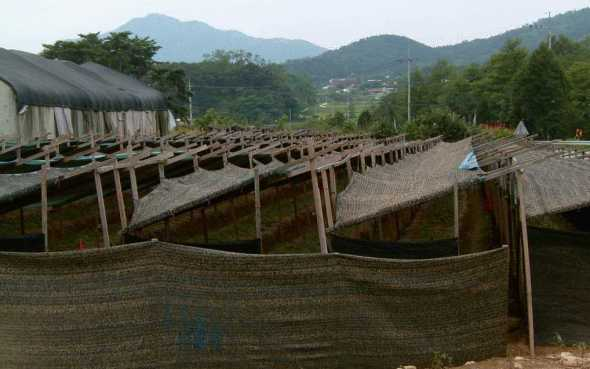
Champ de ginseng.
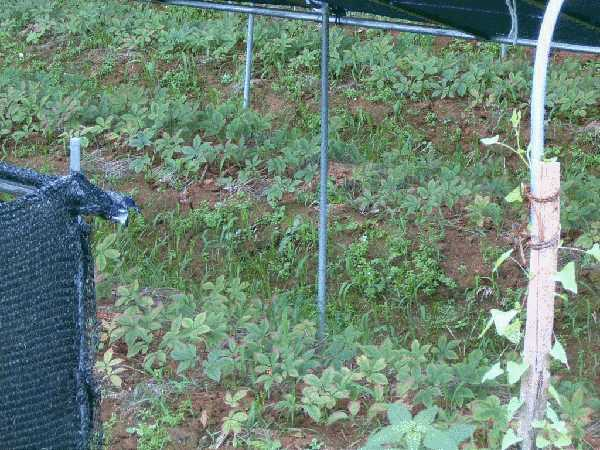
Jeunes pousses de ginseng de culture.
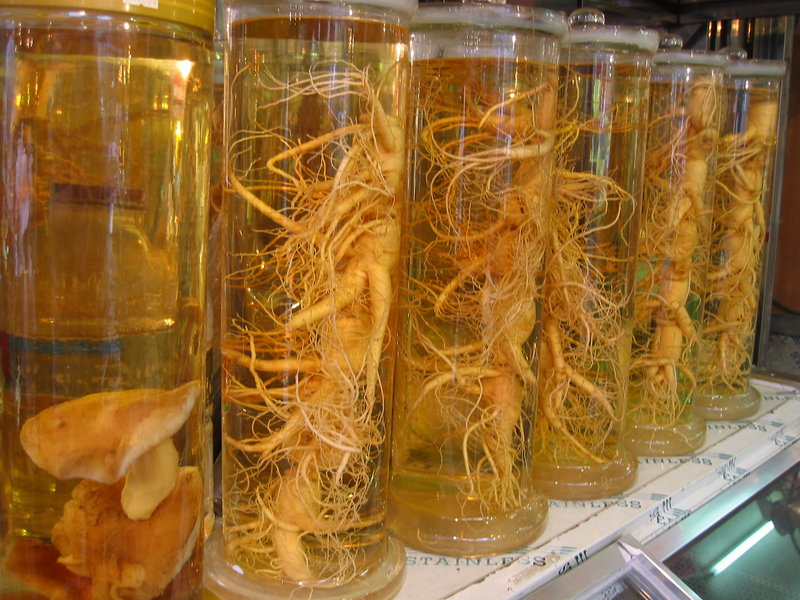
Ginseng dans un marché en Corée.

Parmi les éléments composant le ginseng, on trouve des molécules de la famille des saponines (= hétérosides de la série des dammaranes = ginsénoside (Chine) = panaxoside (Russie)). C'est, entre autres, cet élément qui procure au ginseng ses propriétés multifonctionnelles. Selon l'origine du ginseng, la quantité de saponine contenue dans la racine diffère.

### Effets secondaires et précautions d'emploi
Le ginseng peut interférer avec certains médicaments : il diminue ainsi l'efficacité d'un anticoagulant, la warfarine. Il interfère également avec les examens permettant de doser le taux de digoxine dans le sang ; la digoxine est couramment employée lors des maladies cardiaques.
À forte dose, il y a un risque d'effets secondaires : hypertension artérielle, troubles du comportement, diarrhée...
La prudence est de mise chez une femme enceinte, du fait de la similarité des ginsénosides avec certaines hormones sexuelles.